# Giep Franzen
Michaël Pieter (Giep) Franzen (Laren NH, 18 september 1932 – Blaricum, 23 oktober 2020) was een Nederlandse marketeer en hoogleraar.

## Loopbaan
Giep was een zoon van Michaël Pieter Franzen (1888-?), rijkskeurmeester, en Elisabeth Grietje de Vlieger (1890-1958). Hij volgde na de HBS een LOI-cursus reclame.
Daarmee begon hij in 1954 bij de confectiefabriek Hollandia-Kattenburg als reclame-assistent. In 1960 werd hij marketingmanager bij de kachelfabrikant Davo. Het jaar daarop ging hij naar reclamebureau Hou Maet. In 1962 richtte hij samen met Nico Hey (1936-1989) en Martin Veltman het reclamebureau Franzen, Hey & Veltman (FHV) op. Voor Franzen was een merkenstrategie essentieel. FHV kreeg grote merken als Albert Heijn, Heineken en Douwe Egberts als klant. FHV ging in 1970 met BBDO samen in de FHV/BBDO groep, een van de grootste reclameorganisties in Nederland, waaraan Franzen tot 1990 verbonden bleef. In 1987 begon hij samen met Freek Holzhauer aan het schrijven van de  achtdelige reeks Het merk.
Franzen ontving een aantal eerbewijzen, waaronder in 1990 de Gold Medal van European Association of Advertising Agencies en in 1993 de Coq de Grand Honneur van het GVR, het Genootschap voor Reclame. Voorts werd Franzen in 1991 uitgeroepen tot de Reclameman van het Jaar. In 2000 werd hij door Nederlandse vakgenoten uitgeroepen tot Reclameman van de Eeuw.
Vanaf 1990 was hij verbonden aan de Universiteit van Amsterdam als gastdocent en vanaf 1993 als bijzonder hoogleraar Commerciële Communicatie. Zijn colleges waren succesvol. Het vakgebied groeide uit tot een van de grootste binnen de studierichting Communicatiewetenschap. Hij nam het initiatief tot de Stichting Wetenschappelijk Onderzoek Commerciële Communicatie (1995), waarvan hij bestuurder was. De stichting wordt gefinancierd door het bedrijfsleven, en werkt jaarlijks 4 à 5 fundamentele onderzoeken uit op het gebied van merkbeleid en commerciële communicatie. Franzen begeleidde als emeritus hoogleraar een deel van deze onderzoeken.
Ter gelegenheid van zijn vijfenzeventigste verjaardag en ter voortzetting van zijn onderzoekswerk werd de door de Universiteit van Amsterdam de "Fellowship voor merken en communicatie aan de UvA" ingesteld dat de naam "Giep Franzen Fellowship" heeft gekregen. In 2009 trok hij zich terug uit SWOCC.
Franzen overleed op 23 oktober 2020 op 88-jarige leeftijd in een ziekenhuis in Blaricum.

## Wetenswaardigheden
- Het bureau FHV van Franzen ondersteunde de oprichting van D'66 met de beeldvorming[10]
- FHV kreeg in de hoogtijdagen de bijnaam Ministerie van de Reclame[5]
- Aan het begin ven de 21e eeuw liep het succes van FHV BBDO terug. In 2018 kwam het einde voor de FHV-naam.[11]